# Municipio de Farmington (Arkansas)
El municipio de Farmington (en inglés: Farmington Township) es un municipio ubicado en el condado de Washington en el estado estadounidense de Arkansas. En el año 2010 tenía una población de 5974 habitantes y una densidad poblacional de 233,51 personas por km².

## Geografía
El municipio de Farmington se encuentra ubicado en las coordenadas 36°2′12″N 94°15′9″O / 36.03667, -94.25250. Según la Oficina del Censo de los Estados Unidos, el municipio tiene una superficie total de 25.58 km², de la cual 25.45 km² corresponden a tierra firme y (0.52%) 0.13 km² es agua.

## Demografía
Según el censo de 2010, había 5974 personas residiendo en el municipio de Farmington. La densidad de población era de 233,51 hab./km². De los 5974 habitantes, el municipio de Farmington estaba compuesto por el 90.22% blancos, el 1.19% eran afroamericanos, el 1.1% eran amerindios, el 1.24% eran asiáticos, el 0.07% eran isleños del Pacífico, el 2.24% eran de otras razas y el 3.93% pertenecían a dos o más razas. Del total de la población el 5.89% eran hispanos o latinos de cualquier raza.